# Dapoxetin
Dapoxetin ist ein Arzneistoff, der in der Psychopharmakologie verwendet wird. Aufgrund seiner neurobiologischen Wirkung rechnet man ihn zu den selektiven Serotonin-Wiederaufnahmehemmern (SSRI), einer Gruppe, der auch viele neuere Antidepressiva angehören. Die ursprünglich vom Hersteller  Janssen-Cilag als Antidepressivum entwickelte Substanz wurde 2009 unter dem Handelsnamen Priligy zur Therapie des vorzeitigen Samenergusses (Ejaculatio praecox) des Mannes zugelassen. Damit wurde eine in der Gruppe der SSRI bekannte Nebenwirkung zur Indikation erhoben.
Dabei ist auf Basis der Zulassungsstudien von einer nur leichten Verlängerung der intravaginalen Latenzzeit der Ejakulation (gegenüber Placebo) auszugehen.
Studienteilnehmer schätzten eine vorbestehende „schlechte“ Kontrolle über die Ejakulation unter Dapoxetin als nur wenig verbessert ein. Ähnlich war es mit der Zufriedenheit.

## Wirkung auf die Ejakulationslatenz
Dapoxetin verlängert, wie alle anderen SSRI, durch die Wiederaufnahmehemmung des Serotonins in die Nervenzellen dessen Wirkdauer. Da vermutlich Serotonin die Ejakulation hemmt, tritt sie dadurch verzögert ein.

## Pharmakokinetik
Maximale Plasmaspiegel werden 1–2 Stunden nach Einnahme erreicht. Die Bioverfügbarkeit beträgt 15–76 %. Die Metabolisierung erfolgt über die Leber, insbesondere über das Enzym CYP3A4 sowie auch über CYP2D6 zum aktiven Metaboliten Desmethyldapoxin.

## Risiken und Nebenwirkungen
Die Verträglichkeit und Sicherheit von Dapoxetin wurde an 4224 Patienten in fünf placebo-kontrollierten Studien untersucht. Die am häufigsten in klinischen Studien der Phase III berichteten unerwünschten Arzneimittelwirkungen (UAW) bei der Einnahme von Dapoxetin waren: Übelkeit, Schwindel, Synkope (Ohnmachtsanfall) (0,06 – 0,23 %), orthostatische Hypotonie (<1 %),  Kopfschmerzen, Durchfall, Schlaflosigkeit und Müdigkeit.
Die häufigsten Nebenwirkungen, die zum Absetzen von Dapoxetin führten, waren: Übelkeit (2,2 % der behandelten Probanden) und Schwindel (1,2 % der Probanden).

### Kontraindikationen
Laut Gebrauchsinformation (GI) sollten Männer mit Dapoxetin nicht behandelt werden, auf die einer der folgenden Punkte zutrifft:
- Herzerkrankungen (Herzinsuffizienz (Herzschwäche)), Reizleitungsstörungen (AV-Block zweiten oder dritten Grades oder Sick-Sinus-Syndrom), Ischämie des Herzens (Sauerstoffmangel, wie er z. B. bei der KHK auftritt), Herzklappenerkrankungen, Synkopen in der Anamnese.
- Manie oder Depression
- Mäßige bis schwere Leberfunktionsstörungen.
- gleichzeitige Behandlung mit einem MAO-Hemmer (oder Einnahme innerhalb der letzten 14 Tage; MAO-Hemmer soll innerhalb von 7 Tagen nach Absetzen von Dapoxetin nicht verabreicht werden). Monoaminooxidase-Hemmer sind Medikamente, die zur Behandlung von Depressionen eingesetzt werden.
- gleichzeitige Behandlung mit Thioridazin (oder Einnahme innerhalb der letzten 14 Tage; Thioridazin soll innerhalb von 7 Tagen nach Absetzen von Dapoxetin nicht verabreicht werden). Thioridazin gehört zur Gruppe der Psychopharmaka und wirkt als Neuroleptikum.
- Gleichzeitige (oder innerhalb der letzten 14 Tage) Behandlung mit: Serotonin-Wiederaufnahmehemmern (SSRI), Serotonin-Noradrenalin-Wiederaufnahmehemmern (SNRI), trizyklische Antidepressiva (TCA) und andere Arzneimittel/Pflanzenwirkstoffe mit serotoninerger (serontoninverstärkender) Wirkung (z. B. L-Tryptophan, Triptane, Tramadol, Linezolid, Lithium, Johanniskraut). Die genannten Wirkstoffe sollten innerhalb von 7 Tagen nach Absetzen von Dapoxetin nicht verabreicht werden.
- Begleittherapie mit hochwirksamen Isoenzymhemmern (CYP3A4-Inhibitoren), wie Ketoconazol, Itraconazol, Ritonavir, Cobicistat, Saquinavir, Telithromycin, Nefazadon, Nelfinavir oder Atazanavir.

## Kritik an der Vermarktung
Laut arznei-telegramm (a-t) wird mit der Zulassung von Dapoxetin „eine der bekannten sexuellen Störwirkungen der SSRI, die nicht nur verminderte Libido und Erektionsstörungen verursachen, sondern auch die Ejakulation bis hin zum völligen Ausbleiben verzögern können, als Indikation vermarktet.“ Die Auswertung von drei der insgesamt fünf Zulassungsstudien führt das arznei-telegramm 2009 zu dem Ergebnis, dass Dapoxetin, bei Bedarf eingenommen, die Zeit bis zur Ejakulation gegenüber Placebo im Mittel um rund eine Minute verzögert.
Dies entspricht ungefähr den Werten, die in der Fachinformation des Herstellers nach Abschluss aller Studien genannt werden. Das a-t rät von der Anwendung des „dürftig wirksamen und teuren“ SSRI ab.
Im Schweizer Fachblatt infomed hieß es in einem Kommentar: „… allein die Vorstellung, dass man sich einer Tablette bedient, um ein paar Stunden später auf einen 1 bis 2 Minuten längeren Geschlechtsakt zu hoffen, und sich damit aber auch dem Risiko von Synkopen und anderen Nebenwirkungen aussetzt, enthält Aberwitz genug, der für sich als Kommentar zu stehen vermag.“